# Commento alle Opere e i giorni di Esiodo
Il Commento alle Opere e i giorni di Esiodo è un trattato erudito-allegorico di Plutarco, compreso anticamente nei Moralia, ma oggi perduto, a parte numerosi frammenti negli scoli.

## Struttura
Il commentario, probabilmente in 4 libri, è conservato in 87 frammenti abbastanza ampi dagli scoliasti ad Esiodo, specialmente da Proclo.
Seguendo un tipo di interpretazione filosofico-allegorica di ascendenza stoica, Plutarco commenta Esiodo vedendovi elementi legati all'antica sapienza greca di tipo morale, testimoniata anche dai Sette Sapienti.
Non mancano, comunque, elementi di critica testuale, con espunzioni di versi.

## Analisi critica
Non compreso nel Catalogo di Lampria, esso è riconosciuto, comunque, come autentico, in quanto testimonia l'ampio interesse di Plutarco per la storia e la letteratura della sua Beoziaː inoltre, nel Catalogo è ricordata una Vita di Esiodo, che poteva benissimo introdurre questo commento.
L'opera è, comunque, collocabile prima della Vita di Camillo, in cui è citata.